# Élections législatives françaises de 1924
Les élections législatives françaises de 1924 ont eu lieu les 11 et 25 mai 1924. Le mode de scrutin utilisé est toujours le système mixte majoritaire-proportionnel dans le cadre du département, adopté par la loi du 12 juillet 1919 et déjà utilisé pour le scrutin précédent.
Ces élections portent au pouvoir l'alliance dite du « Cartel des gauches ». Pour la première fois, des socialistes sont présents dans la majorité, même s'ils refusent de gouverner effectivement.

## Résultats électoraux

### Résultats par coalition
| Coalition ou parti                       | Coalition ou parti                     | Composition | Voix      | %     | Sièges |
| ---------------------------------------- | -------------------------------------- | --- | --------- | ----- | ------ |
|                                          | Cartel des gauches                     | - Parti républicain, radical et radical-socialiste - Section française de l'Internationale ouvrière - Parti républicain-socialiste - Socialistes indépendants | 3 891 720 | 43,22 | 287    |
|                                          | Bloc national                          | - Parti républicain démocratique et social - Fédération républicaine - Radicaux indépendants                                                                  | 3 883 057 | 43,13 | 259    |
|                                          | Section de l'Internationale communiste | - Parti communiste français - Divers extrême-gauche | 885 993   | 9,82  | 26     |
|                                          | Autres                                 | - | 332 096   | 3,83  | 29     |
|                                          |                                        | |           |       |        |
| Total                                    | Total                                  | Total | 8 992 866 | 100   | 601    |
| Source : Mackie & Rose, Nohlen & Stöver. |                                        | |           |       |        |

### Résultats détaillés
| Parti              | Parti                                            | Voix       | %     | Sièges |
| ------------------ | ------------------------------------------------ | ---------- | ----- | ------ |
|                    | Fédération républicaine                          | 3 190 831  | 35,35 | 139    |
|                    | Section française de l'Internationale ouvrière   | 1 814 000  | 20,10 | 120    |
|                    | Parti républicain, radical et radical-socialiste | 1 612 581  | 17,86 | 118    |
|                    | Parti républicain démocratique et social         | 692 226    | 8,00  | 78     |
|                    | Radicaux indépendants                            | 692 226    | 8,00  | 42     |
|                    | Parti communiste français                        | 885 993    | 9,82  | 26     |
|                    | Parti républicain-socialiste                     | 375 806    | 4,16  | 43     |
|                    | Socialistes indépendants                         | 89 333     | 0,99  | 6      |
|                    | Autres                                           | 332 096    | 3,83  | 29     |
|                    |                                                  |            |       |        |
| Total              | Total                                            | 8 992 866  | 100   | 601    |
| Votes valides      | Votes valides                                    | 8 992 866  | 98,19 |        |
| Votes invalides    | Votes invalides                                  | 164 972    | 1,81  |        |
| Total votes        | Total votes                                      | 9 157 838  | 100   |        |
| Électeurs inscrits | Électeurs inscrits                               | 11 187 745 | 81,85 |        |